# Movimento di Liberazione di São Tomé e Príncipe/Partito Socialdemocratico
Il Movimento di Liberazione di São Tomé e Príncipe/Partito Socialdemocratico (in portoghese: Movimento de Libertação de São Tomé e Príncipe/Partido Social Democrata - MLSTP/PSD) è un partito politico saotomense di orientamento socialdemocratico e socialista democratico; fondato nel 1960 come Comitato per la Liberazione di São Tomé e Príncipe (Comitê pela Libertação de São Tomé e Príncipe), fu ridenominato nel 1972.
Affermatosi in opposizione al governo coloniale dell'Impero portoghese, nel 1961 aderì alla Conferenza delle organizzazioni nazionaliste delle colonie portoghesi; nel 1975, raggiunto l'obiettivo dell'indipendenza, pose le basi per la costruzione di uno stato socialista mediante la nazionalizzazione delle terre e instaurò un sistema monopartitico.
Dopo l'introduzione del multipartitismo, sancita nel 1991, il MLSTP/PSD divenne il principale antagonista dell'Azione Democratica Indipendente (ADI), formazione di orientamento liberale e centrista. Il partito espresse la carica di Primo ministro dal 1994 al 2006 (salvo una breve parentesi dal 2001 al 2002), mentre i successivi governi si sono avvicendati nel segno dell'alternanza politica con l'ADI.

## Risultati
| Elezione          | Voti   | %     | Seggi   |
| ----------------- | ------ | ----- | ------- |
| Parlamentari 1991 | 12.090 | 30,50 | 21 / 55 |
| Parlamentari 1994 | 10.782 | 42,53 | 27 / 55 |
| Parlamentari 1998 | 14.785 | 50,80 | 31 / 55 |
| Parlamentari 2002 | 15.618 | 39,56 | 7 / 55  |
| Parlamentari 2006 | 15.733 | 30,21 | 20 / 55 |
| Parlamentari 2010 | 22.510 | 32,09 | 21 / 55 |
| Parlamentari 2014 | 16.573 | 24,71 | 16 / 55 |
| Parlamentari 2018 | 31.493 | 42,53 | 23 / 55 |
| Parlamentari 2022 | 25.531 | 32,70 | 18 / 55 |

| Elezione           | Elezione           | Candidato                 | Voti   | %     | Esito                |
| ------------------ | ------------------ | ------------------------- | ------ | ----- | -------------------- |
| Presidenziali 1996 | I turno            | Manuel Pinto da Costa     | 13.627 | 37,70 | ❌ Non eletta/o (2º) |
| Presidenziali 1996 | II turno           | Manuel Pinto da Costa     | 17.820 | 47,30 | ❌ Non eletta/o (2º) |
| Presidenziali 2001 | Presidenziali 2001 | Manuel Pinto da Costa     | 18.762 | 39,98 | ❌ Non eletta/o (2º) |
| Presidenziali 2011 | Presidenziali 2011 | Aurélio Martins           | 2.445  | 4,06  | ❌ Non eletta/o (6º) |
| Presidenziali 2016 | Presidenziali 2016 | Maria das Neves           | 16.828 | 24,31 | ❌ Non eletta/o (3º) |
| Presidenziali 2021 | I turno            | Guilherme Posser da Costa | 16.829 | 20,75 | ❌ Non eletta/o (2º) |
| Presidenziali 2021 | II turno           | Guilherme Posser da Costa | 33.557 | 42,46 | ❌ Non eletta/o (2º) |